# 賈辛塔·斯坦布萊頓
賈辛塔·帕特莉絲·斯坦布萊頓（英語：Jacinta Patrice Stapleton，1979年6月6日—）是一位澳洲女演員。以在1997年至2000年與2020年至2022年於澳大利亞電視肥皂劇《家有芳鄰》中飾演艾米·格林伍德一角色而聞名。她最著名的角色是在網絡電視連續劇《毒刺》中扮演的一名臥底偵探。她的表演獲得了澳大利亞電影學院電視劇最佳女配角的提名。她是電視劇《盲點》的演員蘇利文·斯坦布萊頓的妹妹。

## 外部連結
- 賈辛塔·斯坦布萊頓在互联网电影资料库（IMDb）上的資料（英文）
- 賈辛塔·斯坦布萊頓在Zimbio中的頁面 （页面存档备份，存于）
- 賈辛塔·斯坦布萊頓的個人網站